# Euproctis bakeri
Euproctis bakeri är en fjärilsart som beskrevs av Collenette 1930. Euproctis bakeri ingår i släktet Euproctis och familjen tofsspinnare. Inga underarter finns listade i Catalogue of Life.